# Stercorariidae
Los estercoráridos (Stercorariidae) son una familia de aves caradriformes conocida comúnmente como págalos o skúas. Esta familia incluye un grupo de aves marinas y costeras que se caracterizan por su comportamiento depredador y su capacidad para capturar presas o robar alimento a otras aves. Los págalos están estrechamente emparentados con las gaviotas (Laridae), las aves zancudas (Scolopacidae) y las picotijeras (Rynchopidae), lo que sitúa a esta familia dentro del orden Charadriiformes.
Los págalos son conocidos por su gran agilidad en vuelo y su comportamiento agresivo hacia otras aves, con las que compiten por el alimento. En muchas especies, es común observar su técnica de "pirateo", en la que persiguen a otras aves, como gaviotas o petreles, para obligarlas a soltar su presa. Este comportamiento les ha valido el apodo de "ladrones del aire".
La familia Stercorariidae comprende cinco especies principales distribuidas en dos géneros: Stercorarius y Catharacta. Estas especies varían en tamaño y plumaje, pero todas comparten adaptaciones para la vida marina, como patas cortas y cuerpos robustos. Habitan principalmente en regiones frías del hemisferio norte, aunque algunas especies también se encuentran en áreas más cálidas durante la temporada de migración.
En cuanto a su alimentación, los págalos son omnívoros y oportunistas, cazando presas como peces, invertebrados marinos y aves más pequeñas, y también alimentándose de carroña. Su ciclo reproductivo varía según la especie, pero en general, las parejas de págalos suelen anidar en áreas costeras y en islas deshabitadas. Son conocidos por su agudo sentido de defensa, siendo muy protectores de sus nidos.
La familia Stercorariidae juega un papel importante en el ecosistema marino, ya que ayudan a regular las poblaciones de otras aves marinas y contribuyen al equilibrio en su hábitat natural.

## Características
En general, las aves de la familia Stercorariidae son de tamaño medio a grande y presentan un plumaje que varía desde el gris oscuro hasta el marrón, con muchas especies mostrando características distintivas como manchas blancas en las alas. Este plumaje, a menudo pálido en el vientre y más oscuro en el dorso, les otorga un camuflaje adecuado en su entorno marino y costero. A pesar de sus similitudes con las gaviotas, los págalos son fácilmente distinguibles por una serie de características morfológicas y de comportamiento.
Una de las principales diferencias entre los págalos y las gaviotas es el pico. Los págalos tienen un pico largo y curvado en la punta, adaptado tanto para la captura de presas como para su comportamiento depredador, que incluye el robo de alimentos a otras aves marinas. Además, poseen una membrana carnosa o cera sobre la mandíbula superior, una característica que los diferencia de las gaviotas. Esta cera, que es de color amarillo o anaranjado en algunas especies, les otorga una apariencia única.
Las patas de los págalos son palmeadas, lo que les permite nadar con agilidad en el agua, aunque no son tan eficientes en el medio acuático como otras aves marinas. Sin embargo, sus garras afiladas son una adaptación para la caza y la defensa, permitiéndoles capturar presas y proteger sus nidos con gran eficacia. Las patas, aunque cortas en comparación con otras aves marinas, son lo suficientemente robustas como para facilitarles el movimiento tanto en el agua como en tierra.
A nivel de comportamiento, los págalos son conocidos por su gran agilidad y destreza en vuelo, lo que les permite realizar maniobras acrobáticas en el aire. Su vuelo es rápido y directo, pero también pueden ejecutar vuelos erráticos y persecuciones largas para robar el alimento a otras aves, una de sus estrategias de alimentación más comunes. Además de su capacidad para robar comida, los págalos son depredadores activos y cazadores, alimentándose de peces, invertebrados marinos e incluso aves más pequeñas.
Los estercoráridos son aves fuertes y acrobáticas, con un conjunto de adaptaciones físicas y conductuales que les permiten sobrevivir en un entorno marino competitivo. Su capacidad para moverse ágilmente tanto en el aire como en el agua, junto con su comportamiento agresivo y oportunista, los convierte en un grupo de aves fascinante y vital en los ecosistemas costeros y marinos.

## Historia natural
Son aves marinas que nidifican en regiones templadas y árticas, y son aves migratorias de larga distancia.
Fuera de la época de reproducción se alimentan de peces y carroña. Muchos son cleptoparásitos parciales y cazan gaviotas, charranes y otras aves marinas para robarles sus capturas; las especies de mayor tamaño a menudo matan y se alimentan de aves adultas, que pueden alcanzar el tamaño del gavión atlántico. En las zonas de cría, se alimentan normalmente de lemmings, y de huevos y crías de otras aves.

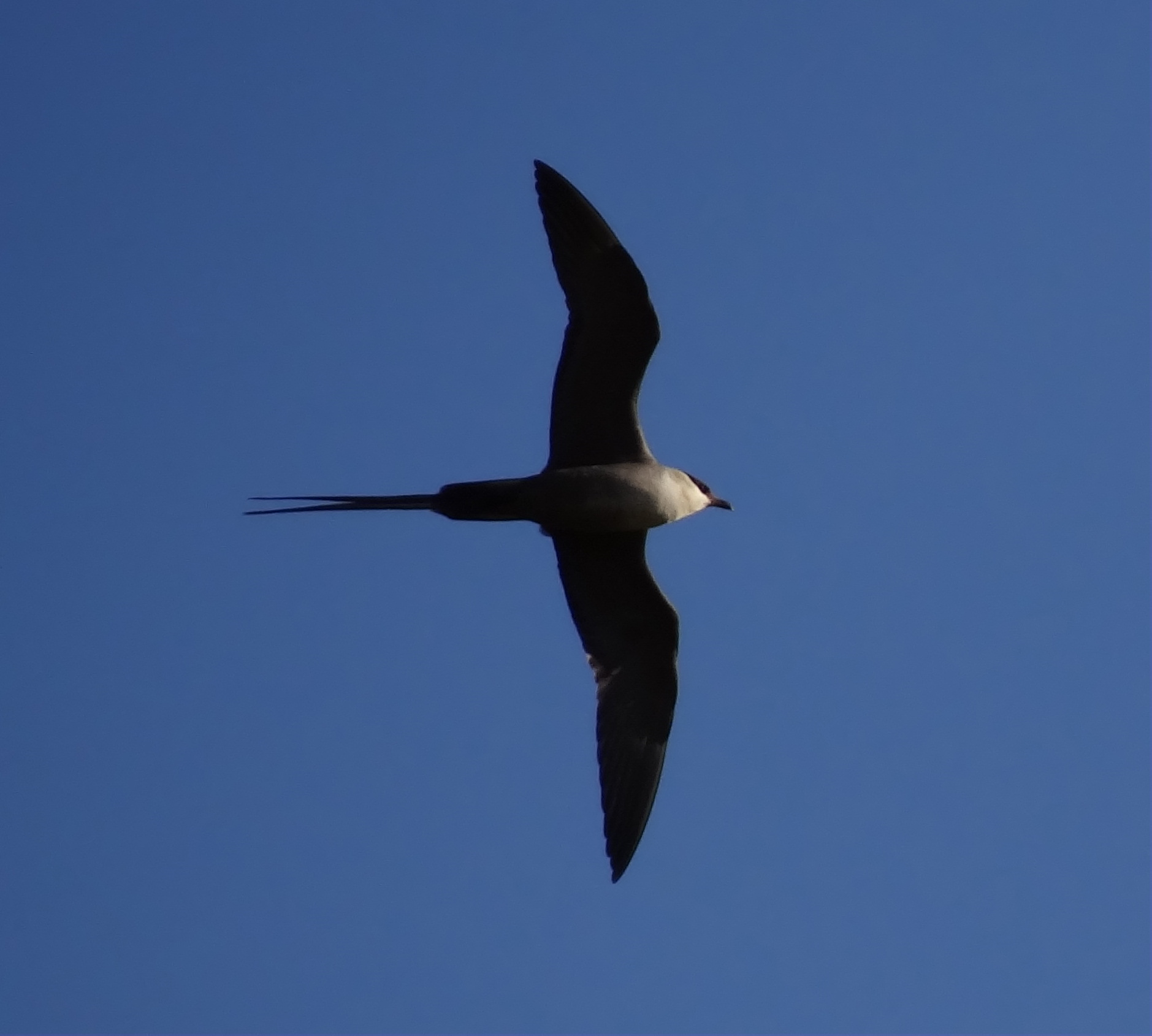
Págalo rabero (Stercorarius longicaudus).

## Biología y hábitos

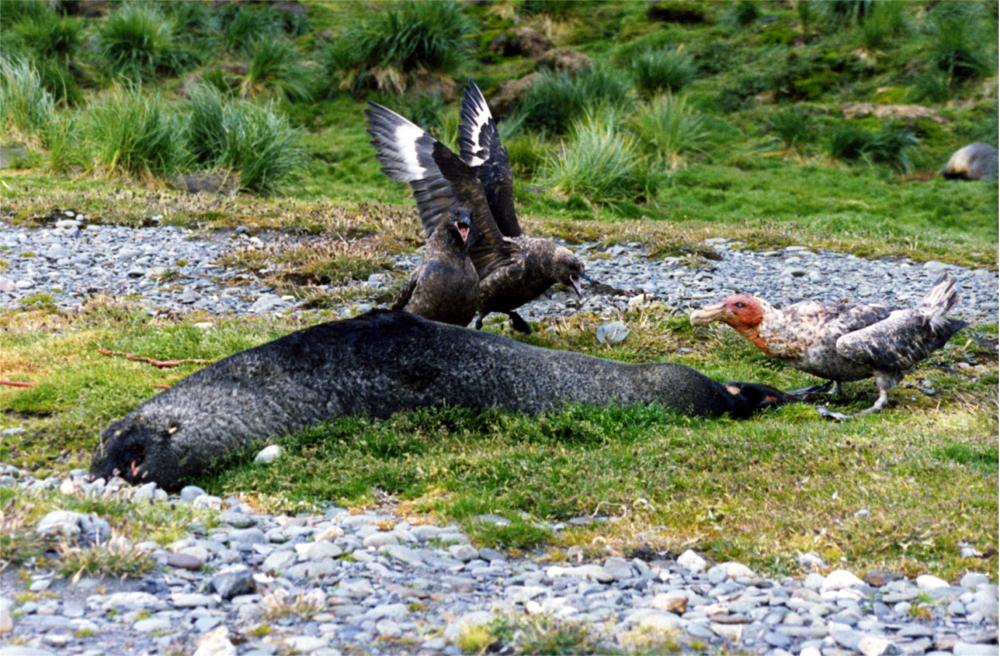
Dos skúas pardos o págalos subantárticos (Stercorarius antarcticus) y un petrel gigante del sur (Macronectes giganteus) luchando por el cuerpo de un lobo marino antártico muerto.

Fuera de la época de cría, los skúas comen pescado, despojos y carroña. Muchos practican el cleptoparasitismo, que comprende hasta el 95% de los métodos de alimentación de los skúas invernantes, persiguiendo a gaviotas, charranes y otras aves marinas para robarles sus capturas, independientemente del tamaño de la especie atacada (hasta tres veces más pesada que el skúa atacante). Las especies más grandes, como el skúa grande, también matan y comen regularmente aves adultas, como frailecillos y gaviotas, y se les ha visto matar aves tan grandes como una garza real. En las zonas de cría, las tres especies reproductoras del norte, más esbeltas, suelen comer lemmings. Las especies que crían en los océanos meridionales se alimentan principalmente de peces que pueden capturarse cerca de sus colonias. Los huevos y polluelos de otras aves marinas, principalmente pingüinos, son una importante fuente de alimento para la mayoría de las especies de skúas durante la temporada de anidación.
En los océanos meridionales y en la región Antártida, algunas especies de skúas (especialmente el skúa polar del sur) hurgan fácilmente en los cadáveres de las colonias de cría de pingüinos y pinnípedos. Los skúas también matan pollos vivos de pingüino. En estas zonas, los skuas a menudo pierden sus capturas a manos de petreles gigantes, considerablemente más grandes y muy agresivos.  También se ha observado que los skúas roban directamente leche de la teta del elefante marino.
Son aves de tamaño mediano a grande, normalmente con plumaje gris o marrón, a menudo con marcas blancas en las alas. Los skúas varían en tamaño desde el págalo rabero, Stercorarius longicauda, con un peso de 310 gr, hasta el skúa pardo, Stercorarius antarcticus, con un peso de 1,63 kg (3,6 lb). De media, un skua mide unos 56 cm de largo y tiene una envargadura de unos 121 cm. Tienen un pico alargado con la punta ganchuda y patas palmeadas con garras afiladas. Parecen grandes gaviotas oscuras, pero tienen una abultamiento carnoso que contiene las fosas nasales, sobre la base de la mandíbula superior del pico.
Los skúas son fuertes y acrobáticos voladores. Suelen tener un carácter agresivo. Los depredadores potenciales que se acercan a sus nidos son atacados rápidamente por las aves progenitoras, que suelen apuntar a las cabezas de los intrusos, una práctica conocida como 'ataque tipo bombardero.

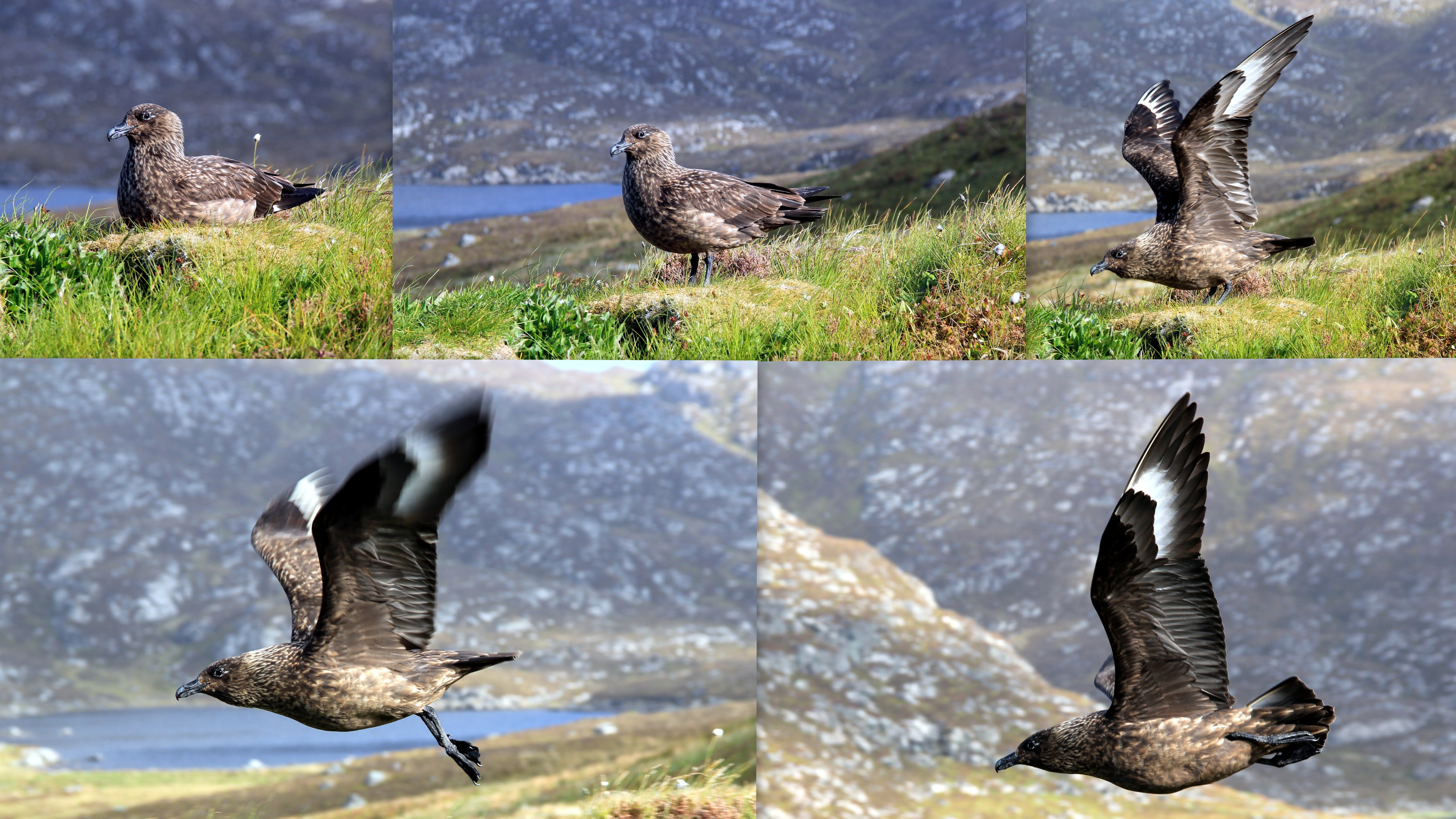
Gran skua abandonando el nido.

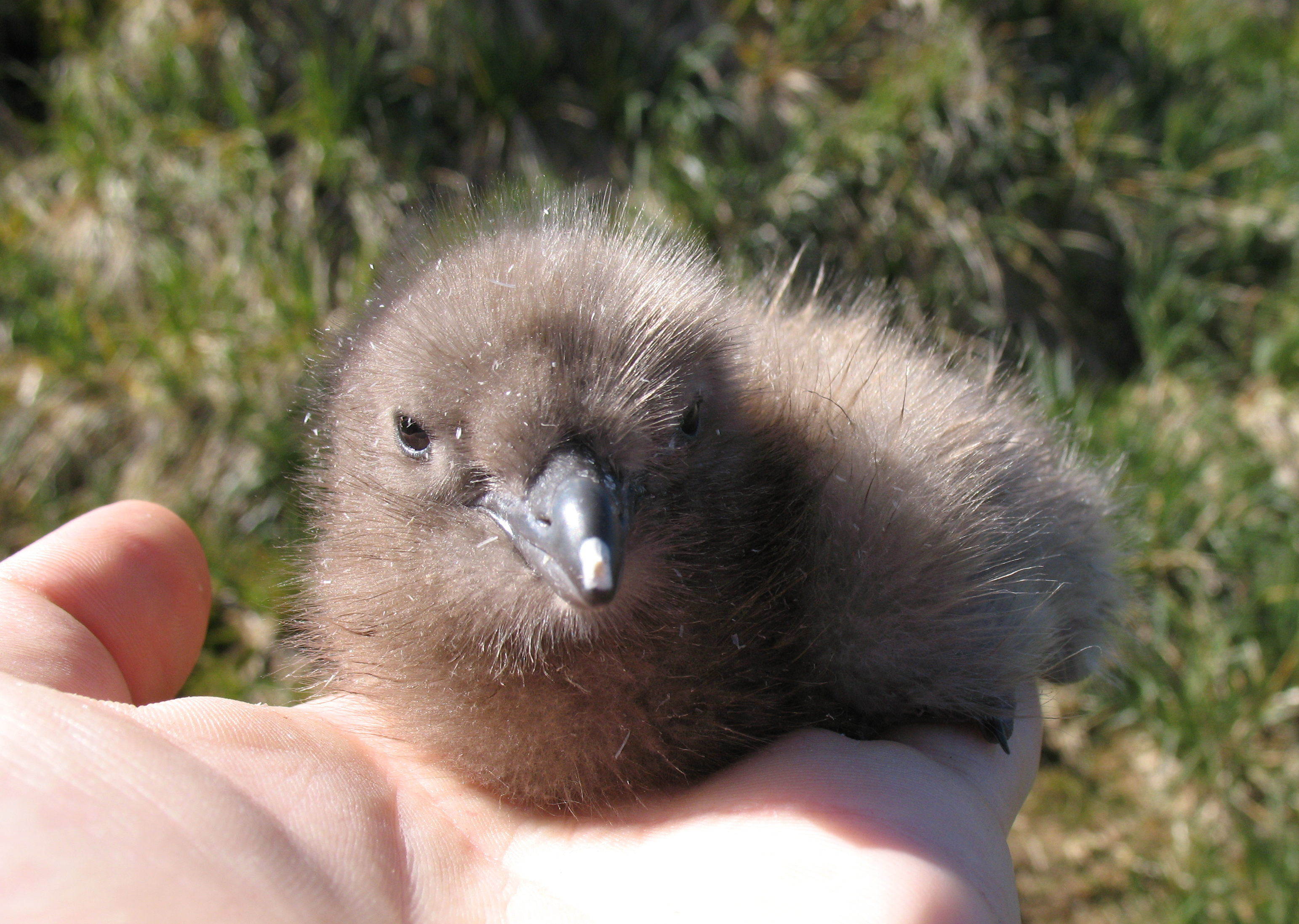
Polluelo de skua, con diente de huevo aún presente en su pico.

## Distribución
Las aves de la familia Stercorariidae, se distribuyen principalmente en las regiones polares y subpolares tanto del hemisferio norte como del hemisferio sur. Estas aves tienen una distribución especializada principalmente en regiones polares y subpolares durante la temporada de cría, con migraciones que los llevan a océanos más templados durante la temporada no reproductiva. Su adaptabilidad a entornos severos y comportamientos migratorios los convierten en sujetos fascinantes para estudios en ecología aviar y conservación.
Los págalos están adaptados a ambientes fríos y severos, y generalmente se encuentran en áreas de cría en las regiones árticas y antárticas. En el Ártico, crían en lugares como el norte de Canadá, Alaska, Groenlandia, Escandinavia y Rusia. En la Antártida, anidan en islas alrededor del continente y en la Península Antártica. Los págalos suelen ser aves costeras, anidando en tundra, islas rocosas y acantilados costeros. Frecuentemente se alimentan en ambientes marinos cerca de sus áreas de cría, aprovechando peces, aves marinas y pequeños mamíferos como presas.
Durante la temporada no reproductiva, los págalos migran lejos de sus áreas de cría hacia aguas más templadas en los océanos. Se pueden encontrar en zonas pelágicas, frecuentemente lejos de la tierra, donde se alimentan robando comida de otras aves marinas.
Aunque los págalos crían predominantemente en regiones polares, durante la migración y el invierno se pueden encontrar en áreas más extensas. Son conocidos por viajar extensamente a través de los océanos, lo que ocasionalmente los hace visibles en regiones costeras lejanas de sus áreas de cría.
La distribución de los págalos varía entre las especies dentro de la familia Stercorariidae. Por ejemplo:
- El Págalo Parasítico (Stercorarius parasiticus) cría en el Ártico y regiones subárticas del hemisferio norte.
- El Págalo Antártico (Stercorarius maccormicki) cría en la Antártida e islas subantárticas adyacentes.
- El Págalo Pomarino (Stercorarius pomarinus) tiene una distribución de cría circumpolar, anidando tanto en el Ártico como en la Antártida.

Los págalos enfrentan amenazas como la perturbación del hábitat y el cambio climático, que afectan su éxito reproductivo y oportunidades de alimentación. Los esfuerzos de conservación suelen centrarse en proteger sus áreas de cría y comprender sus patrones de migración para mitigar los impactos humanos.

## Taxonomía
En las tres especies más pequeñas (todas ellas holárticas) las aves reproductivas poseen las dos plumas centrales de la cola claramente alargadas y al menos algunos adultos tienen las partes inferiores de color blanco y el cuello de color amarillo claro, características que las especies de mayor tamaño (todas originarias del Hemisferio Sur excepto el págalo grande) no comparten. Por tanto, los págalos se dividen a menudo en dos géneros: Stercorarius, al que pertenecen las dos especies de menor tamaño, y Catharacta, al que pertenecen las restantes especies de la familia, las que son de mayor tamaño. En este último género se incluye a una especie que tradicionalmente era incorporada al clado de las de pequeño tamaño: Catharacta pomarina (Temminck, 1815).

## Subdivisión
Esta familia está integrada por dos géneros:
- Stercorarius Brisson, 1760[12]
- Catharacta Brünnich, 1764[13]

Los especialistas de la organización internacional dedicada a la conservación de los recursos naturales Unión Internacional para la Conservación de la Naturaleza (IUCN) —la cual elabora la obra Lista Roja de Especies Amenazadas—, también coinciden en que Stercorariidae está compuesta por 2 géneros.

## Especies
El género Stercorarius contiene siete especies:
| Nombre científico        | Autoridad (año) | Distribución geográfica | Ecología               | Estatus IUCN | Población estimada y subespecies                                                                       |
| ------------------------ | --------------- | --- | ---------------------- | ------------ | --- |
| Stercorarius chilensis   | Bonaparte, 1857 | Se reproduce a lo largo de las costas del sur de Chile y el sur de Argentina, inverna a lo largo de las costas del Pacífico de Perú y Chile, así como en la costa atlántica de Argentina. | tamaño= hábitat= caza= | LC           | población=, dirección= subespecies=                                                                    |
| Stercorarius maccormicki | Saunders, 1893  | Se reproduce a lo largo de la costa de la Antártida, pasa el invierno en el Atlántico norte y el Pacífico norte.                                                                          | tamaño= hábitat= caza= | LC           | población=, dirección= subespecies=                                                                    |
| Stercorarius antarcticus | Lesson, 1831    | Océano Austral | tamaño= hábitat= caza= | LC           | S. a. antarcticus Lesson, 1831 S. a. hamiltoni (Hagen, 1952) S. a. lonnbergi Mathews, 1912)            |
| Stercorarius skua        | Brünnich, 1764  | Se reproduce a lo largo de la costa del Atlántico nororiental y pasa el invierno en el Atlántico norte.                                                                                   | tamaño= hábitat= caza= | LC           | población=, dirección= subespecies=                                                                    |
| Stercorarius pomarinus   | Temminck, 1815  | Se reproduce a lo largo de la costa ártica y pasa el invierno en océanos tropicales y subtropicales.                                                                                      | tamaño= hábitat= caza= | LC           | población=, dirección= subespecies=                                                                    |
| Stercorarius parasiticus | Linnaeus, 1758  | Se reproduce a lo largo de la costa ártica y pasa el invierno en el hemisferio sur. | tamaño= hábitat= caza= | LC           | población=, dirección= subespecies=                                                                    |
| Stercorarius longicaudus | Vieillot, 1819  | Se reproduce en el Ártico y pasa el invierno en el océano Austral.. | tamaño= hábitat= caza= | LC           | población=, dirección= subespecies=S. l. longicaudus Vieillot, 1819, S. l. pallescens Løppenthin, 1932 |